# Japan Open Tennis Championships 2007 - Qualificazioni singolare femminile
Le qualificazioni del singolare femminile del Japan Open Tennis Championships 2007 sono state un torneo di tennis preliminare per accedere alla fase finale della manifestazione. I vincitori dell'ultimo turno sono entrati di diritto nel tabellone principale. In caso di ritiro di uno o più giocatori aventi diritto a questi sono subentrati i lucky loser, ossia i giocatori che hanno perso nell'ultimo turno ma che avevano una classifica più alta rispetto agli altri partecipanti che avevano comunque perso nel turno finale.
Le qualificazioni del torneo Japan Open Tennis Championships  2007 prevedevano 32 partecipanti di cui 4 sono entrati nel tabellone principale.

## Teste di serie
1. Maria-Emilia Salerni (primo turno)
2. Assente
3. Yuan Meng (Qualificata)
4. Abigail Spears (Qualificata)

1. Assente
2. Junri Namigata (ultimo turno)
3. Erika Takao (ultimo turno)
4. Shiho Hisamatsu (secondo turno)

## Qualificati
1. Elena Baltacha
2. Tomoko Yonemura

1. Yuan Meng
2. Abigail Spears

## Tabellone

### Legenda
| - Q = Qualificato - WC = Wild card - LL = Lucky loser | - ALT = Alternate - SE = Special Exempt - PR = Protected Ranking | - w/o = Walkover - r = Ritirato - d = Squalificato |

### Sezione 1
|  | Primo turno      | Primo turno          | Primo turno          | Primo turno | Primo turno |  |  | Secondo turno  | Secondo turno   | Secondo turno   | Secondo turno   | Secondo turno |   |   | Ultimo turno | Ultimo turno   | Ultimo turno | Ultimo turno | Ultimo turno |  |
|  |                  |                      |                      |             |             |  |  |                |                 |                 |                 |               |   |   |              |                |              |              |              |  |
|  |                  | Elena Baltacha       | Elena Baltacha       | 6           | 6           |  |  |                |                 |                 |                 |               |   |   |              |                |              |              |              |  |
|  | 1                | Maria-Emilia Salerni | Maria-Emilia Salerni | 3           | 3           |  |  | Elena Baltacha | Elena Baltacha  | Elena Baltacha  | 6               | 6             |   |   |              |                |              |              |              |  |
|  | Agnes Szatmari   | Agnes Szatmari       | Agnes Szatmari       | 6           | 6           |  |  | Agnes Szatmari | Agnes Szatmari  | Agnes Szatmari  | 1               | 0             |   |   |              |                |              |              |              |  |
|  | Remi Tezuka      | Remi Tezuka          | Remi Tezuka          | 0           | 2           |  |  |                |                 |                 |                 |               |   |   |              | Elena Baltacha | 68           | 6            | 6            |  |
|  | Kelly Liggan     | Kelly Liggan         | 2                    | 6           | 6           |  |  |                |                 | 9               | Natalie Grandin | 7             | 4 | 4 |              |                |              |              |              |  |
|  | Natsumi Hamamura | Natsumi Hamamura     | 6                    | 4           | 0           |  |  |                | Kelly Liggan    | Kelly Liggan    | 4               | 3             |   |   |              |                |              |              |              |  |
|  | 9                | Natalie Grandin      | Natalie Grandin      | 6           | 6           |  |  | 9              | Natalie Grandin | Natalie Grandin | 6               | 6             |   |   |              |                |              |              |              |  |
|  |                  | Kanae Hisami         | Kanae Hisami         | 1           | 0           |  |  |                |                 |                 |                 |               |   |   |              |                |              |              |              |  |

### Sezione 2
|  | Primo turno            | Primo turno            | Primo turno            | Primo turno | Primo turno |  |  | Secondo turno   | Secondo turno   | Secondo turno   | Secondo turno | Secondo turno |   |   | Ultimo turno | Ultimo turno    | Ultimo turno    | Ultimo turno | Ultimo turno |  |
|  |                        |                        |                        |             |             |  |  |                 |                 |                 |               |               |   |   |              |                 |                 |              |              |  |
|  |                        | Kumiko Iijima          | 1                      | 7           | 6           |  |  |                 |                 |                 |               |               |   |   |              |                 |                 |              |              |  |
|  | 10                     | Seiko Okamoto          | 6                      | 6           | 2           |  |  | Kumiko Iijima   | Kumiko Iijima   | Kumiko Iijima   | 1             | 3             |   |   |              |                 |                 |              |              |  |
|  | Tomoko Yonemura        | Tomoko Yonemura        | Tomoko Yonemura        | 6           | 6           |  |  | Tomoko Yonemura | Tomoko Yonemura | Tomoko Yonemura | 6             | 6             |   |   |              |                 |                 |              |              |  |
|  | Lauren Breadmore       | Lauren Breadmore       | Lauren Breadmore       | 4           | 2           |  |  |                 |                 |                 |               |               |   |   |              | Tomoko Yonemura | Tomoko Yonemura | 6            | 6            |  |
|  | Rika Fujiwara          | Rika Fujiwara          | Rika Fujiwara          | 6           | 6           |  |  |                 |                 | 7               | Erika Takao   | Erika Takao   | 3 | 2 |              |                 |                 |              |              |  |
|  | Arantxa Parra-Santonja | Arantxa Parra-Santonja | Arantxa Parra-Santonja | 1           | 2           |  |  |                 | Rika Fujiwara   | 3               | 7             | 3             |   |   |              |                 |                 |              |              |  |
|  | 7                      | Erika Takao            | Erika Takao            | 6           | 6           |  |  | 7               | Erika Takao     | 6               | 64            | 6             |   |   |              |                 |                 |              |              |  |
|  |                        | Mari Tanaka            | Mari Tanaka            | 4           | 1           |  |  |                 |                 |                 |               |               |   |   |              |                 |                 |              |              |  |

### Sezione 3
|  | Primo turno    | Primo turno     | Primo turno    | Primo turno | Primo turno |  |  | Secondo turno | Secondo turno   | Secondo turno | Secondo turno | Secondo turno |   |   | Ultimo turno | Ultimo turno | Ultimo turno | Ultimo turno | Ultimo turno |  |
|  |                |                 |                |             |             |  |  |               |                 |               |               |               |   |   |              |              |              |              |              |  |
|  | 3              | Yuan Meng       | Yuan Meng      | 6           | 6           |  |  |               |                 |               |               |               |   |   |              |              |              |              |              |  |
|  |                | Ye-Ra Lee       | Ye-Ra Lee      | 3           | 3           |  |  | 3             | Yuan Meng       | Yuan Meng     | 6             | 6             |   |   |              |              |              |              |              |  |
|  | Tomoko Sugano  | Tomoko Sugano   | 2              | 7           | 6           |  |  |               | Tomoko Sugano   | Tomoko Sugano | 2             | 2             |   |   |              |              |              |              |              |  |
|  | Yuka Kuroda    | Yuka Kuroda     | 6              | 5           | 1           |  |  |               |                 |               |               |               |   |   | 3            | Yuan Meng    | Yuan Meng    | 6            | 6            |  |
|  | Sarah Borwell  | Sarah Borwell   | Sarah Borwell  | 7           | 6           |  |  |               |                 |               | Sarah Borwell | Sarah Borwell | 1 | 2 |              |              |              |              |              |  |
|  | Chiaki Okadaue | Chiaki Okadaue  | Chiaki Okadaue | 5           | 1           |  |  |               | Sarah Borwell   | 4             | 7             | 6             |   |   |              |              |              |              |              |  |
|  | 8              | Shiho Hisamatsu | 4              | 6           | 6           |  |  | 8             | Shiho Hisamatsu | 6             | 5             | 2             |   |   |              |              |              |              |              |  |
|  |                | Akiko Yonemura  | 6              | 2           | 3           |  |  |               |                 |               |               |               |   |   |              |              |              |              |              |  |

### Sezione 4
|  | Primo turno      | Primo turno        | Primo turno        | Primo turno | Primo turno |  |  | Secondo turno | Secondo turno    | Secondo turno  | Secondo turno  | Secondo turno  |   |   | Ultimo turno | Ultimo turno   | Ultimo turno   | Ultimo turno | Ultimo turno |  |
|  |                  |                    |                    |             |             |  |  |               |                  |                |                |                |   |   |              |                |                |              |              |  |
|  | 4                | Abigail Spears     | Abigail Spears     | 6           | 6           |  |  |               |                  |                |                |                |   |   |              |                |                |              |              |  |
|  |                  | Yurika Sema        | Yurika Sema        | 1           | 4           |  |  | 4             | Abigail Spears   | Abigail Spears | 6              | 6              |   |   |              |                |                |              |              |  |
|  | I-Hsuan Hwang    | I-Hsuan Hwang      | I-Hsuan Hwang      | 6           | 6           |  |  |               | I-Hsuan Hwang    | I-Hsuan Hwang  | 2              | 3              |   |   |              |                |                |              |              |  |
|  | Mi Yoo           | Mi Yoo             | Mi Yoo             | 3           | 3           |  |  |               |                  |                |                |                |   |   | 4            | Abigail Spears | Abigail Spears | 6            | 6            |  |
|  | Tomoyo Takagishi | Tomoyo Takagishi   | Tomoyo Takagishi   | 6           | 6           |  |  |               |                  | 6              | Junri Namigata | Junri Namigata | 3 | 4 |              |                |                |              |              |  |
|  | Yurina Koshino   | Yurina Koshino     | Yurina Koshino     | 0           | 0           |  |  |               | Tomoyo Takagishi | 1              | 6              | 1              |   |   |              |                |                |              |              |  |
|  | 6                | Junri Namigata     | Junri Namigata     | 6           | 6           |  |  | 6             | Junri Namigata   | 6              | 4              | 6              |   |   |              |                |                |              |              |  |
|  |                  | Anastasia Malhotra | Anastasia Malhotra | 2           | 4           |  |  |               |                  |                |                |                |   |   |              |                |                |              |              |  |